# Liga Europea de Voleibol
La Liga Europea de Voleibol es una competición entre selecciones de voleibol de Europa, organizada por la CEV. Es un torneo para equipos secundarios, incluyendo aquellos que no disputan la Liga de Naciones de Voleibol Masculino y  Femenino.

## Torneo Masculino
El torneo masculino se disputa anualmente desde 2004 entre las selecciones que no jugaban la Liga Mundial (torneo que fue reemplazada desde 2018 por la Liga de Naciones). También el ganador de la competición participaba en las claficaciones por la Liga Mundial. Actualmente el torneo entrega dos cupos (campeón y subcampeón) a la Copa Challenger de Voleibol clasificatorio a la Liga de Naciones del año siguiente.

### Historial
| Año  | Sede           | Campeón         | Subcampeón      | Tercero             |
| ---- | -------------- | --------------- | --------------- | ------------------- |
| 2004 | Opava          | República Checa | Rusia           | Países Bajos        |
| 2005 | Kazán          | Rusia           | Finlandia       | España              |
| 2006 | Esmirna        | Países Bajos    | Croacia         | Grecia              |
| 2007 | Portimão       | España          | Portugal        | Eslovaquia          |
| 2008 | Bursa          | Eslovaquia      | Países Bajos    | Turquía             |
| 2009 | Portimão       | Alemania        | España          | Portugal            |
| 2010 | Guadalajara    | Portugal        | España          | Turquía             |
| 2011 | Košice         | Eslovaquia      | España          | Eslovenia           |
| 2012 | Ankara         | Países Bajos    | Turquía         | España              |
| 2013 | Marmaris       | Bélgica         | Croacia         | República Checa     |
| 2014 | Salónica Budua | Montenegro      | Grecia          | Eslovenia Macedonia |
| 2015 | Wałbrzych      | Eslovenia       | Macedonia       | Polonia             |
| 2016 | Varna          | Estonia         | Macedonia       | Austria             |
| 2017 | Gentofte       | Ucrania         | Macedonia       | Suecia              |
| 2018 | Karlovy Vary   | Estonia         | República Checa | Turquía             |
| 2019 | Tallinn        | Turquía         | Bielorrusia     | Países Bajos        |
| 2021 | Kortrijk       | Turquía         | Ucrania         | Estonia             |
| 2022 | Varaždin       | República Checa | Turquía         | Croacia             |
| 2023 | Zadar          | Turquía         | Ucrania         | Croacia             |
| 2024 | Osijek         | Ucrania         | Croacia         | República Checa     |
| 2025 | Brno           | Finlandia       | República Checa | Israel              |

### Medallero
| Selección       | Oro | Plata | Bronce | Total |
| --------------- | --- | ----- | ------ | ----- |
| Turquía         | 3   | 2     | 3      | 8     |
| República Checa | 2   | 2     | 2      | 6     |
| Ucrania         | 2   | 2     | -      | 4     |
| Países Bajos    | 2   | 1     | 2      | 5     |
| Eslovaquia      | 2   | -     | 2      | 4     |
| Estonia         | 2   | -     | 1      | 3     |
| España          | 1   | 3     | 2      | 6     |
| Portugal        | 1   | 1     | 1      | 3     |
| Rusia           | 1   | 1     | -      | 2     |
| Finlandia       | 1   | 1     | -      | 2     |
| Eslovenia       | 1   | -     | 2      | 3     |
| Bélgica         | 1   | -     | -      | 1     |
| Alemania        | 1   | -     | -      | 1     |
| Montenegro      | 1   | -     | -      | 1     |
| Croacia         | -   | 3     | 2      | 5     |
| Macedonia       | -   | 3     | 1      | 4     |
| Grecia          | -   | 1     | 1      | 2     |
| Bielorrusia     | -   | 1     | -      | 1     |
| Suecia          | -   | -     | 1      | 1     |
| Polonia         | -   | -     | 1      | 1     |
| Austria         | -   | -     | 1      | 1     |
| Israel          | -   | -     | 1      | 1     |

## Torneo Femenino
El torneo femenino se disputa desde 2009 y desde 2010 la selección ganadora se clasificaba directamente por el Grand Prix de Voleibol (torneo que fue reemplazada desde 2018 por la Liga de Naciones). Actualmente el torneo entrega dos cupos (campeón y subcampeón) a la Copa Challenger de Voleibol clasificatorio a la Liga de Naciones del año siguiente.

### Historial
| Año  | Sede                     | Campeón         | Subcampeón      | Tercero                   |
| ---- | ------------------------ | --------------- | --------------- | ------------------------- |
| 2009 | Kayseri                  | Serbia          | Turquía         | Bulgaria                  |
| 2010 | Ankara                   | Serbia          | Bulgaria        | Turquía                   |
| 2011 | Istambul                 | Serbia          | Turquía         | Bulgaria                  |
| 2012 | Portimão                 | República Checa | Bulgaria        | Serbia                    |
| 2013 | Varna                    | Alemania        | Bélgica         | Bulgaria                  |
| 2014 | Rüsselsheim Bursa        | Turquía         | Alemania        | Polonia                   |
| 2015 | Érd İzmir                | Hungría         | Turquía         | Grecia Israel             |
| 2016 | Bakú Nitra               | Azerbaiyán      | Eslovaquia      | Grecia Eslovenia          |
| 2017 | Helsinki Ivano-Frankivsk | Ucrania         | Finlandia       | Eslovaquia España         |
| 2018 | Budapest                 | Bulgaria        | Hungría         | República Checa Finlandia |
| 2019 | Varaždin                 | República Checa | Croacia         | Bielorrusia               |
| 2021 | Ruse                     | Bulgaria        | Croacia         | España                    |
| 2022 | Orleans                  | Francia         | República Checa | Croacia Rumanía           |
| 2023 | Piatra Neamț Lund        | Ucrania         | Suecia          | Bélgica República Checa   |
| 2024 | Ostrava                  | Suecia          | República Checa | Bélgica                   |
| 2025 | Ängelholm                | Ucrania         | Hungría         | Rumanía                   |

### Medallero
| Selección       | Oro | Plata | Bronce | Total |
| --------------- | --- | ----- | ------ | ----- |
| Serbia          | 3   | -     | 1      | 4     |
| Ucrania         | 3   | -     | -      | 3     |
| Bulgaria        | 2   | 2     | 3      | 7     |
| República Checa | 2   | 2     | 2      | 6     |
| Turquía         | 1   | 3     | 1      | 5     |
| Hungría         | 1   | 2     | -      | 3     |
| Alemania        | 1   | 1     | -      | 2     |
| Suecia          | 1   | 1     | -      | 2     |
| Azerbaiyán      | 1   | -     | -      | 1     |
| Francia         | 1   | -     | -      | 1     |
| Croacia         | -   | 2     | 1      | 3     |
| Bélgica         | -   | 1     | 2      | 3     |
| Eslovaquia      | -   | 1     | 1      | 2     |
| Finlandia       | -   | 1     | 1      | 2     |
| Grecia          | -   | -     | 2      | 2     |
| España          | -   | -     | 2      | 2     |
| Rumanía         | -   | -     | 2      | 2     |
| Bielorrusia     | -   | -     | 1      | 1     |
| Polonia         | -   | -     | 1      | 1     |
| Israel          | -   | -     | 1      | 1     |
| Eslovenia       | -   | -     | 1      | 1     |